# García Fernández de Heredia
García Fernández de Heredia (Munébrega, 1335-Almonacid de la Sierra, 1 de junio de 1411) fue un noble y religioso aragonés, hijo del segundo matrimonio de su padre, Blasco Fernández de Heredia, perteneciente a la familia Fernández de Heredia, una rama bastarda del rey Jaime I de Aragón,[cita requerida] emparentada a su vez por matrimonio con una rama ilegítima de los Luna aragoneses, de la que había derivado el Condestable de Castilla Álvaro de Luna (Cañete, c. 1390–decapitado en Valladolid, 1453). Entre sus parientes próximos más renombrados se encuentra el Gran Maestre de la Orden de San Juan de Jerusalén, Juan Fernández de Heredia (1310-1396). 

Armas del arzobispo de Zaragoza García Fernández de Heredia, consistentes en un n.º impar de castillos de oro mazonados de sable en campo de gules.

García empieza su carrera eclesiástica como canónigo de Mallorca en 1372 y más adelante pasa a ser diácono de Sant Feliu de Gerona. Pero es la protección de su ilustre apellido el que le facilita la silla episcopal de Vic en 1377) y, luego, en 1389, a la arzobispal de Zaragoza.
Destaca su labor en la construcción del castillo, Iglesia y puente de piedra de Valderrobres (Teruel). Dicha localidad, estaba adscrita al arzobispado desde 1317, y cuando él llega las obras de la nueva iglesia ya estaban en marcha desde tiempos de su antecesor Pedro López de Luna. Sin embargo, es García quien decide reconstruir el castillo defensivo ya existente y ampliarlo hasta convertirlo en su palacio-residencia, dando el primer paso hacia el aspecto definitivo que aun hoy se puede contemplar.
Poco se sabe de su actuación eclesial y política. Es de suponer que cuando, a imitación de su tío, que erige una iglesia mortuoria en Caspe, García decide hacer lo propio en la iglesia que regentan en Teruel los religiosos franciscanos, llevado de su devoción a los santos mártires, Juan de Perusa y Pedro de Saxoferrato, venerados en su iglesia.
Como hombre eminente que es, forma parte del grupo de notables que, en 1411, debaten en las Cortes de Calatayud sobre la difícil sucesión al trono que plantea a la regencia la muerte de Martín I, el 31 de mayo de 1410, sin haber designado sucesor, en medio de encontradas apetencias entre presuntos herederos y las ya endémicas banderías entre nobles que dividen el reino.
Después de enconados debates, queda configurado como uno de los principales cabecillas de la opción de Luis de Anjou, oponiéndose frontalmente a la entronización del conde Jaime II de Urgel, lo que le acarrea al punto la condena unánime de sus adversarios, quienes, comandados por Antón de Luna, partidario de Jaime de Urgel, al regreso del arzobispo a Zaragoza, le dieron muerte en Almonacid de la sierra en el camino de la Almunia de doña Godina. Antón de Luna justificó su acción como un encuentro casual en el que ambos habían llegado a las manos y se había producido un tumulto entre sus respectivos acompañantes, pero desde Aragón se acusó a los urgelistas de haber orquestado un asesinato premeditado.
Se le entierra provisionalmente en la Almunia, desde donde, por disposición del arzobispo de Zaragoza, Alonso de Argüello, sus restos se trasladan a la iglesia de San Francisco en Teruel, según cartas dadas en Muel el 29 de agosto de 1427. Posteriormente, en el año 1737, sus restos, enterrados inicialmente bajo la verja del presbiterio, del lado del altar de san Antonio, fueron colocadas en un sarcófago, a nivel del presbiterio, en el lado del evangelio, sustituido después por el actual, en el mismo siglo.
| Predecesor: Ramón de Bellera       | Obispo de Vic 1377-1387         | Sucesor: Fernando Pérez Calvillo  |
| Predecesor: Lope Fernández de Luna | Arzobispo de Zaragoza 1383-1411 | Sucesor: Francisco Clemente Pérez |